# Dobrinje (Czarnogóra)
Dobrinje (cyr. Добриње) – wieś w Czarnogórze, w gminie Bijelo Polje. W 2011 roku liczyła 297 mieszkańców.